# Grafo bandera
En el campo matemático de la teoría de grafos, el grafo bandera   es un grafo plano simple con 5 vértices y 5 aristas. Su nombre es debido a su semejanza a una bandera. Es parte del catálogo de grafos pequeños del Information System on Graph Classes and their Inclusions.

## Propiedades generales
Es plano, ya que puede representarse en el plano sin que sus aristas se crucen. Es 1-conexo por vértices y tiene un vértice de corte. Es un pseudoárbol también llamado 1-árbol

## Coloración
El número cromático del grafo bandera es 2. Esto es, que es posible colorear los vértices con dos colores tal que dos vértices conectados por una arista tengan siempre colores diferentes.
El índice cromático del grafo es 3.  Esto es, existe una 3-coloración por aristas del grafo tal que dos aristas incidentes a un mismo vértice son siempre de colores diferentes.
El polinomio cromático es igual a {\displaystyle (x-1)^{2}x(x^{2}-3x+3)}.

## Propiedades algebraicas
El grupo de automorfismo del grafo bandera es isomorfo al grupo abeliano de orden 2, Z/2Z.
El polinomio característico del grafo es : {\displaystyle -x(x^{4}-5x^{2}+2)}.